# Mariene ecoregio Noord-Amerikaans Pacifisch Fjordland
De Mariene ecoregio Noord-Amerikaans Pacifisch Fjordland (55) (Engels: North American Pacific Fijordland marine ecoregion) is een biogeografische regio en ligt in het noordoosten van de Grote Oceaan in de Mariene provincie Koude Gematigde Noordoostelijke Stille Oceaan (10) in het Marien rijk Gematigde Noordelijke Stille Oceaan. De mariene ecoregio is vastgesteld door het World Wide Fund for Nature en The Nature Conservancy en is vernoemd naar het fjordengebied van de Noord-Amerikaanse westkust.
In het noordwesten grenst het gebied aan de mariene ecoregio Golf van Alaska (54) en in het zuidoosten aan de mariene ecoregio Puget Trough/Straat van Georgia (56) en de mariene ecoregio Oregon-, Washington- en Vancouverkust en Plat (57).

## Geografie
De mariene ecoregio ligt in het noordoosten van de Grote Oceaan voor een stuk van de kust van Alaska in de Verenigde Staten en de westkust van Canada met de provincie Brits-Columbia. Het gebied ligt deels in de Golf van Alaska en strekt zich uit van vlak voor de monding van de Icy Strait via de Cross Sound tot aan Brooks Peninsula aan de westkust van Vancouvereiland en tot aan Quadra Island in de Straat van Georgia. Het omvat de kusten en vele fjorden van het grootste deel van de Alaska Panhandle en omvat onder andere de wateren rondom de eilanden Chichagof Island, Admiralty Island, Baranof Island, Wrangell Island, Revillagigedo Island, Kupreanof Island, Prins van Waleseiland, Kuiu Island en Etolin Island in de Alexanderarchipel en het grootste deel van de Canadese kust evenals de eilanden Grahameiland en Moresby Island in de eilandengroep Haida Gwaii.
Door het gebied stroomt de Alaskastroom en de Alaskagyre.

## Biogeografie
Het gebied kent zeeleven dat houdt van gematigde temperaturen.